# Helcophorus delicatus
Helcophorus delicatus is een keversoort uit de familie van de netschildkevers (Lycidae). De wetenschappelijke naam van de soort werd in 1997 gepubliceerd door Sergey Vasiljevich Kazantsev.